# Будинок культур світу

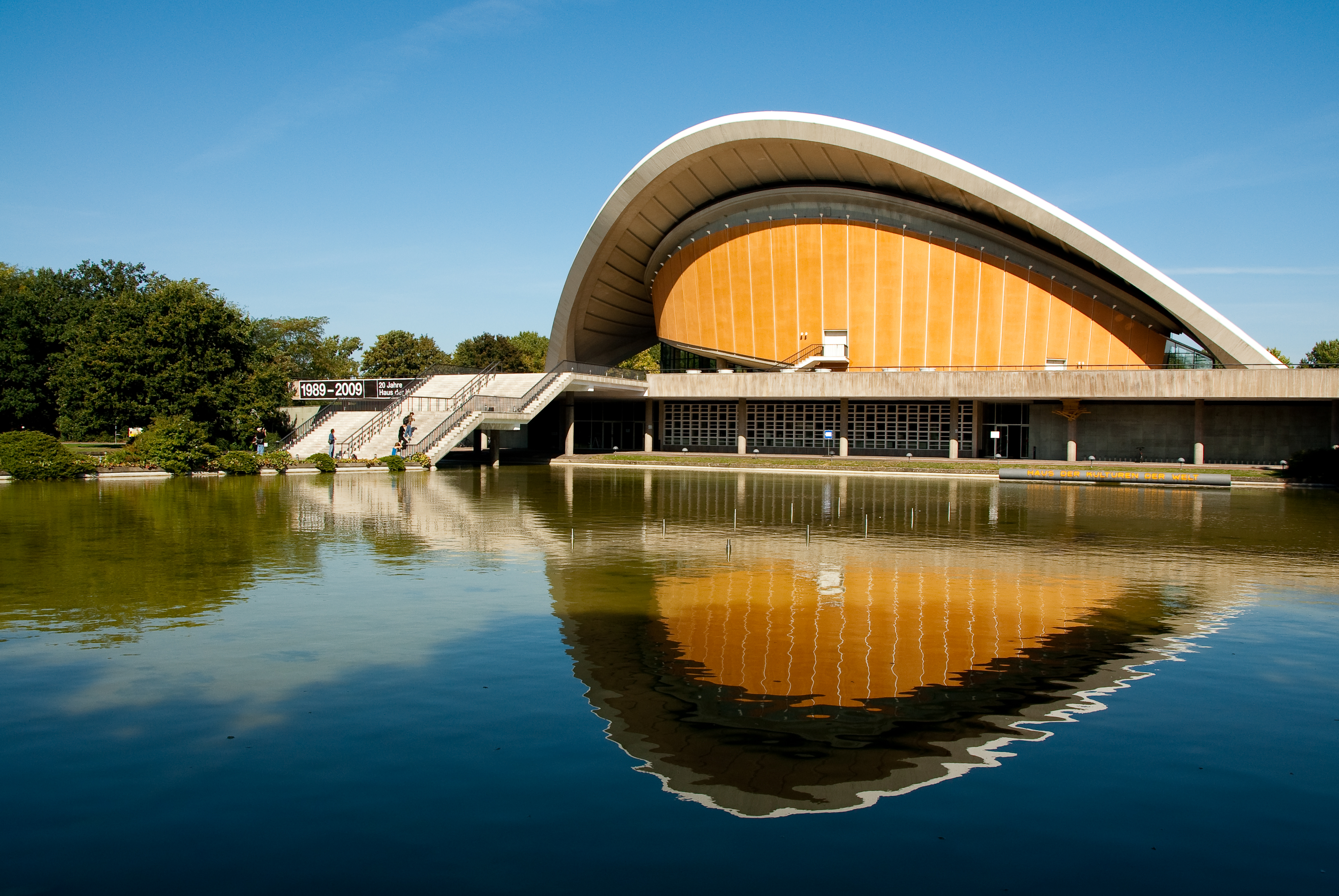
Будинок культур світу в Залі конгресів

Будинок культур світу (також Будинок світових культур; нім. Haus der Kulturen der Welt, скор. HKW) — центр сучасного неєвропейського мистецтва в Німеччині. Будинок культур світу був заснований у 1989 році і розташовується в Берліні, район Тіргартен, в побудованому в 1957—1958 роках Залі конгресів і входить до списку 16 «маяків культури», які фінансуються федеральним урядом Німеччини. У Будинку культур світу проходять виставки, кінопокази, музичні концерти, танцювальні та театральні вистави художників з Азії, Африки і Південної Америки.
Заходи Будинку культур світу поділяються на кілька напрямків: образотворче мистецтво, кіно, засоби інформації; танці, театр, музика; література, суспільство, наука.
У 2002—2005 і 2008 роках в Будинку проходив щорічний фестиваль мистецтв та цифрової культури Transmediale.